# Pic Ball
Le pic Ball est un sommet culminant à 1 700 m d'altitude à la tête du glacier Loftus dans le chaînon Asgard, dans la Terre Victoria. Il se situe à 0,7 km au sud-ouest du mont McLennan, à proximité du mont Hall et du pic Harris, auxquels cette dénomination est associée. Il a été nommé par le New Zealand Geographic Board en 1998 d'après Gary Ball, guide de terrain de la Division antarctique de la Nouvelle-Zélande, instructeur en entraînement à la survie à la base Scott, de 1976 à 1977, et guide de terrain pour l'expédition GANOVEX dans le nord de la terre Victoria, 1979-1980, mort dans l'Himalaya en 1993.